# Irena Jahnke
Irena Barbara Jahnke (ur. 22 stycznia 1893 w Poznaniu, zm. 27 grudnia 1983 w Bydgoszczy) – pianistka, pedagog, dyrektor Miejskiego Konserwatorium Muzycznego w Bydgoszczy oraz Państwowego Liceum Muzycznego w Bydgoszczy.

## Życiorys
Urodziła się 22 stycznia 1893 r. w Poznaniu, w rodzinie Feliksa Raczkowskiego i Walentyny z Dobrowolskich. W Poznaniu ukończyła szkołę średnią i Prywatne Konserwatorium Muzyczne. Dalsze studia muzyczne odbyła pod kierunkiem J. Skrzydlewskiego (1915–1916) i Z. Lisickiego (1922–1926).
W 1925 r. rozpoczęła pracę jako pedagog Miejskiego Instytutu Muzycznego w Bydgoszczy, założonego przez Zygmunta Lisickiego. Od września 1927 r. uczyła w Miejskim Konserwatorium Muzycznym w Bydgoszczy, zorganizowanym i kierowanym przez jej późniejszego męża Zdzisława Jahnke. W 1930 r. została dyrektorem Konserwatorium i kierowała nim do wybuchu II wojny światowej.
U schyłku lat 30. w Miejskim Konserwatorium Muzycznym przez nią kierowanym, czynne były wydziały: muzyki i śpiewu, fortepianu, instrumentów wchodzących w skład orkiestry symfonicznej (smyczkowych i dętych), muzyki kościelnej, teorii i kompozycji oraz dyrygowania. Była animatorką życia muzycznego w mieście. Udzielała się w Bydgoskim Towarzystwie Muzycznym (członek zarządu).
W okresie wojny i okupacji została wraz z mężem wysiedlona w okolice Warszawy, Lublina i Ostrowca Świętokrzyskiego. Bezpośrednio po oswobodzeniu Bydgoszczy w 1945 r. wróciła aby rekonstruować szkolnictwo muzyczne w mieście. We wrześniu 1945 r. pod jej kierownictwem rozpoczęło działalność Konserwatorium Muzyczne, przemianowane później na Pomorską Średnią i Niższą Szkołę Muzyczną, której właścicielem była Spółdzielnia Pracy Pedagogów Średniej i Niższej Szkoły Muzycznej w Bydgoszczy, założona 7 października 1945 r. Po upaństwowieniu szkoły i podzieleniu jej w 1947 r. na Państwową Średnią Szkołę Muzyczną i Państwową Niższą Szkołę Muzyczną w Bydgoszczy, została dyrektorem Średniej Szkoły i kierowała nią do 1952 r., kiedy przekształcono ją w Państwowe Liceum Muzyczne. W 1953 r. zrezygnowała z funkcji dyrektora Liceum Muzycznego, lecz uczyła w nim do 1972 r., będąc przez pewien czas kierownikiem wydziału instrumentalnego.
Zmarła 27 grudnia 1983 r. w Bydgoszczy.

### Rodzina
Irena Jahnke była dwukrotnie zamężna: najpierw z Bolesławem Jastrzębiec-Siemiątkowskim – komendantem Policji Państwowej w Bydgoszczy i następnie owdowiawszy, ze Zdzisławem Jahnke (ślub w 1929). Z pierwszego małżeństwa miała dzieci: Jerzego (1920–1954) i Krystynę Zofię (ur. 1922), a z drugiego - córkę Wiesławę.

## Ordery i odznaczenia
- Krzyż Kawalerski Orderu Odrodzenia Polski (1972)
- Złoty Krzyż Zasługi (dwukrotnie: 1938, 22 lipca 1952[1])